# بازتاب پخشیده

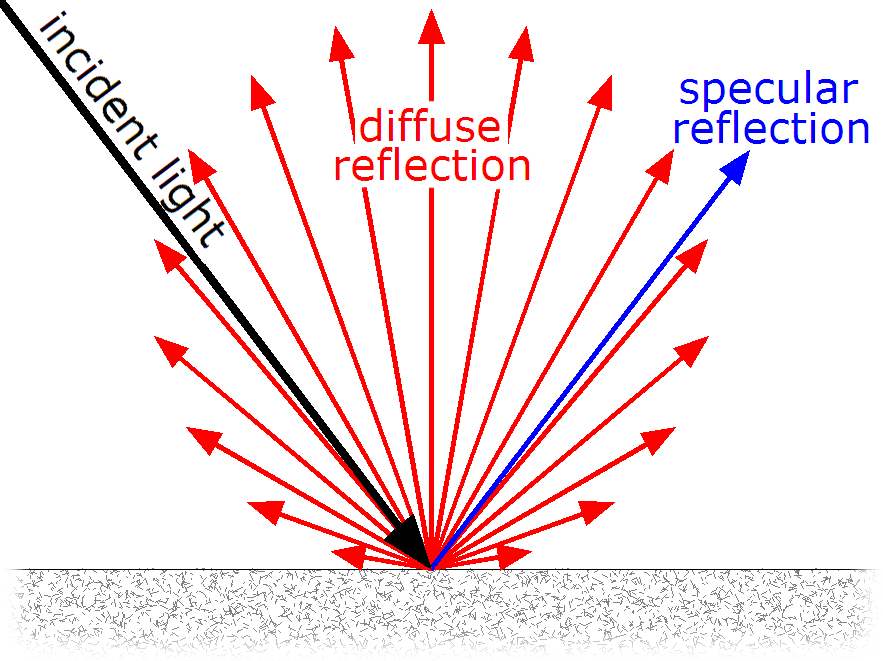
بازتاب پخشیده و منظم از یک سطح براق. پرتوها نشان‌دهنده شدت نور هستند که بر اساس قانون کسینوس لامبرت برای یک بازتابنده پراکنده ایده‌آل متفاوت است.

بازتاب پخشیده یا بازتاب پراکنده، بازتاب نور یا امواج یا ذرات دیگر از یک سطح است به طوری که پرتوهای تابیده‌شده روی سطح در زاویه‌های زیادی و نه فقط در یک زاویه مانند مورد بازتاب منظم، پراکنده می‌شوند. گفته می‌شود که یک سطح بازتابنده پراکنده ایده‌آل انعکاس لامبرتی را نشان می‌دهد، به این معنی که وقتی از تمام جهت‌ها در نیمه فضای مجاور سطح دیده می‌شود، درخشندگی یکنواختی وجود دارد.